# Nanna Ullman

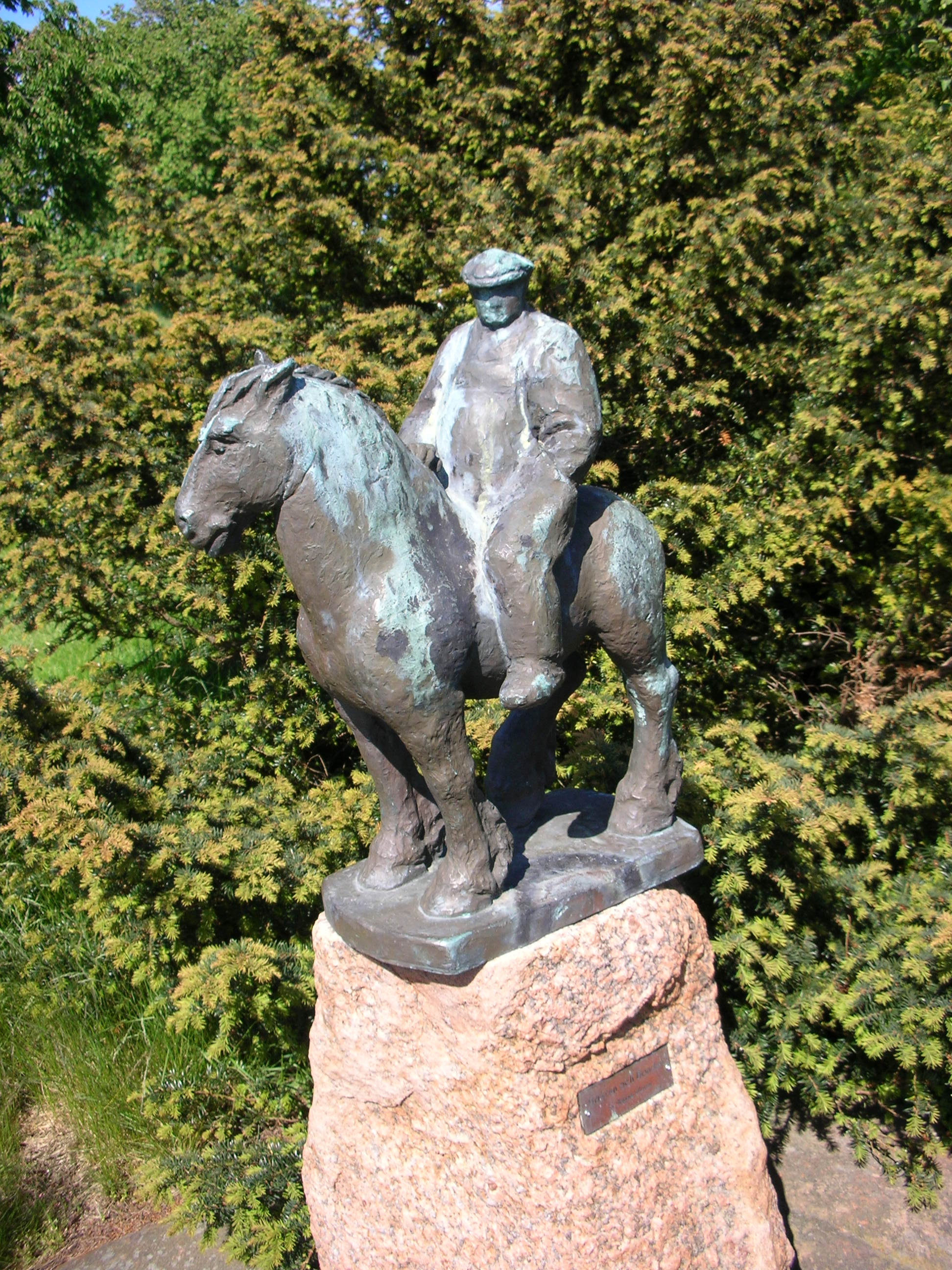
Bonden och hästen av Nanna Ullman. Skulpturen finns i Varberg.

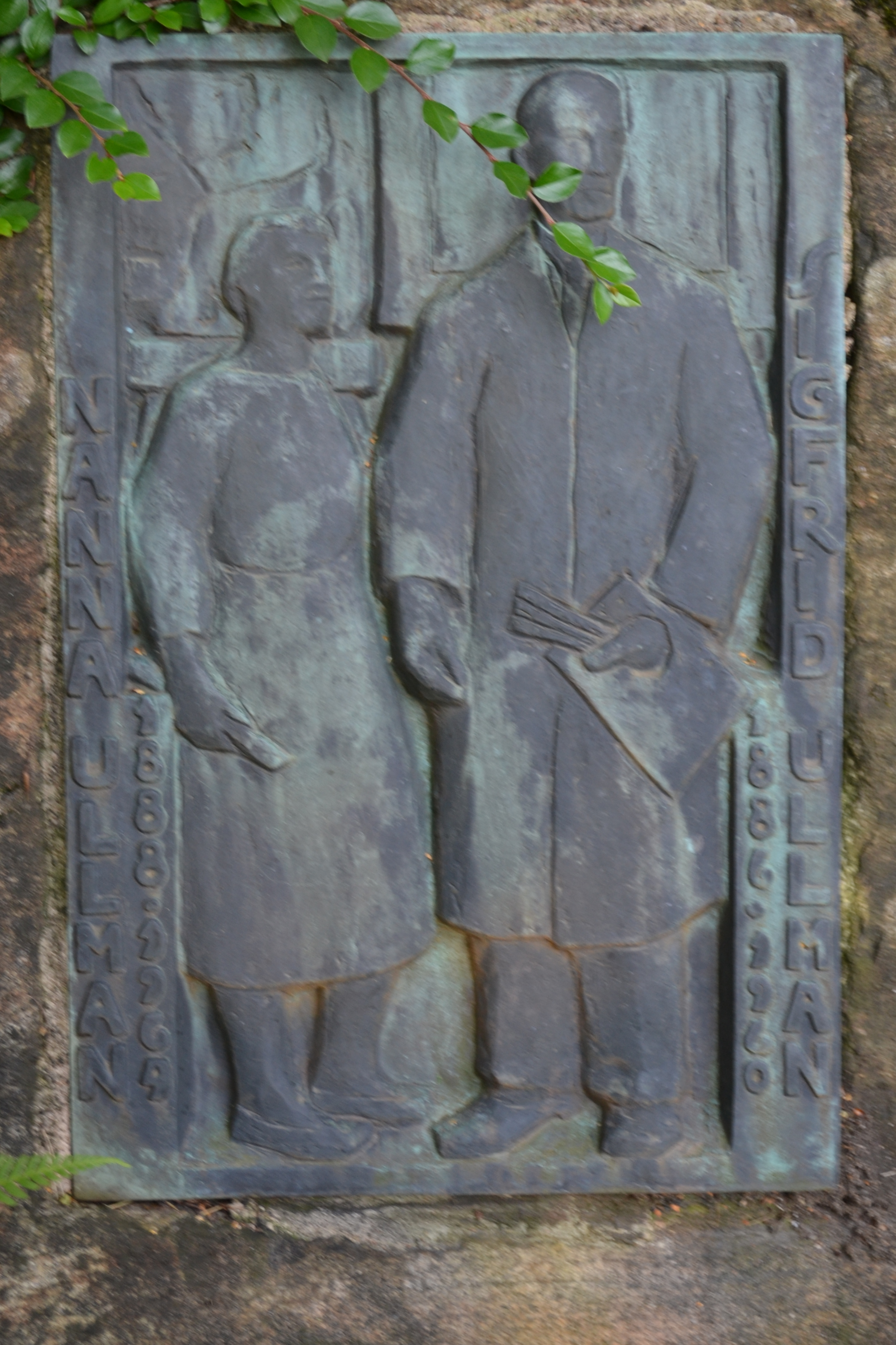
Sigfrid och Nanna Ullmans grav på S:t Jörgens kyrkogård i Varberg.

Vigga Nanna Johansen Ullman, född Johansen den 2 maj 1888 i Köpenhamn, död 21 maj 1964 i Göteborg, var en danskfödd skulptör, bosatt i Sverige.
Nanna Ullman var dotter till konstnären Viggo Johansen. Hon kom till Taserud när hon var i 16-årsåldern och redan då bestämde hon sig för att bli möbelsnickare. Hon gick i lära för bröderna Eriksson i Taserud 1903–1906 och avlade godkänt gesällprov 1907. Några av de möbler hon tillverkade finns att se på Nytomta i Taserud.
Hon utbildade sig i skulptur vid Kunstakademiet i Köpenhamn 1911–1915. På 1920-talet träffade hon den svenske konstnären Sigfrid Ullman, som hon 1929 kom att gifta sig med. Paret flyttade till Göteborg samma år, där Sigfrid Ullman var lärare på Valands målarskola fram till 1938.
1932 ställde Ullman ut på Göteborgs konsthall tillsammans med sin make och 1946 tillsammans med Ivan Jordell. Hon är representerad på Nationalmuseum, Moderna museet i Stockholm, Nasjonalgalleriet i Oslo samt på Göteborgs konstmuseum.

## Offentliga verk (urval)
- Diskussion, Göteborg
- Bonden och hästen, Varberg